# Heteronychia maritima
Heteronychia maritima är en tvåvingeart som beskrevs av Povolny 1994. Heteronychia maritima ingår i släktet Heteronychia och familjen köttflugor.
Artens utbredningsområde är Grekland. Inga underarter finns listade i Catalogue of Life.